# Dopolavoro Aziende Pirelli 1942-1943
Questa voce raccoglie le informazioni riguardanti il Dopolavoro Aziende Pirelli nelle competizioni ufficiali della stagione 1942-1943.

## Rosa
| N. |                   | Ruolo | Calciatore         |
| -- | ----------------- | ----- | ------------------ |
|    | Italia (bandiera) | P     | Achille Dari       |
|    | Italia (bandiera) | P     | P. Vergani         |
|    | Italia (bandiera) | D     | Giovanni Monti     |
|    | Italia (bandiera) | D     | G. Sala            |
|    | Italia (bandiera) | D     | Enrico Stringhetti |
|    | Italia (bandiera) | C     | Battista Andreoni  |
|    | Italia (bandiera) | C     | Giovanni Brioschi  |
|    | Italia (bandiera) | C     | Piero Cereda       |
|    | Italia (bandiera) | C     | L. Moneta          |
|    | Italia (bandiera) | C     | Gian Luigi Monti   |
|    | Italia (bandiera) | C     | Giuseppe Monti     |
|    | Italia (bandiera) | C     | G. Pauletta        |

| N. |                   | Ruolo | Calciatore         |
| -- | ----------------- | ----- | ------------------ |
|    | Italia (bandiera) | C     | Guglielmo Tentorio |
|    | Italia (bandiera) | A     | I. Beduzzi         |
|    | Italia (bandiera) | A     | D. Boifava         |
|    | Italia (bandiera) | A     | Ernesto Bonafè     |
|    | Italia (bandiera) | A     | A. Caprioli        |
|    | Italia (bandiera) | A     | Vincenzo Matera    |
|    | Italia (bandiera) | A     | Ettore Meneghini   |
|    | Italia (bandiera) | A     | Renzo Merlin       |
|    | Italia (bandiera) | A     | F. Nobile          |
|    | Italia (bandiera) | A     | V. Povia           |
|    | Italia (bandiera) | A     | F. Randon          |
|    | Italia (bandiera) | A     | Renzo Villa        |